# Баринцево (Калязінський район)
Баринцево (рос. Баринцево) — присілок в Калязінському районі Тверської області Російської Федерації.
Населення становить 59 осіб. Входить до складу муніципального утворення Семендяєвське сільське поселення.

## Історія
Від 2005 року входило до складу муніципального утворення Семендяєвське сільське поселення.

## Населення
| 1859 | 1888 | 1997 | 2002 | 2010 |
| ---- | ---- | ---- | ---- | ---- |
| 98   | ↘81  | ↘78  | ↘66  | ↘59  |